# Leonardo Barroso
Leonardo José Caetano Barroso (Setúbal, Portugal, 12 de junio de 2005) es un futbolista portugués que juega como defensa en el Chicago Fire de la Major League Soccer.

## Estadísticas

### Clubes
Actualizado al último partido disputado el 6 de diciembre de 2024.
| Club                        | Div.          | Temporada     | Liga  | Liga  | Liga   | Copas nacionales | Copas nacionales | Copas nacionales | Copas internacionales | Copas internacionales | Copas internacionales | Total | Total | Total  |
| Club                        | Div.          | Temporada     | Part. | Goles | Asist. | Part.            | Goles            | Asist.           | Part.                 | Goles                 | Asist.                | Part. | Goles | Asist. |
| --------------------------- | ------------- | ------------- | ----- | ----- | ------ | ---------------- | ---------------- | ---------------- | --------------------- | --------------------- | --------------------- | ----- | ----- | ------ |
| Sporting C. P. "B" Portugal | 3.ª           | 2023-24       | 15    | 0     | 0      | —                | —                | —                | —                     | —                     | —                     | 15    | 0     | 0      |
| Sporting C. P. "B" Portugal | 3.ª           | 2024-25       | 11    | 0     | 1      | —                | —                | —                | —                     | —                     | —                     | 11    | 0     | 1      |
| Sporting C. P. "B" Portugal | Total club    | Total club    | 26    | 0     | 1      | 0                | 0                | 0                | 0                     | 0                     | 0                     | 26    | 0     | 1      |
| Total carrera               | Total carrera | Total carrera | 26    | 0     | 1      | 0                | 0                | 0                | 0                     | 0                     | 0                     | 26    | 0     | 1      |